# Idiotes
Idiotes o idiotés (griego antiguo: ἰδιώτης; plural: ἰδιῶται; de idion, "lo privado", "particular") era un término -principalmente no sentencioso- para describir la actitud de un ciudadano en la Antigua Grecia centrado en su vida privada, en oposición a la comunidad. También designaba a un simple soldado en el ámbito militar durante el periodo helenístico.

## Historia
En la democracia ática, un idiotes era una persona que no ocupaba cargos públicos ni participaba en la vida política, sino que vivía y se las arreglaba principalmente para sí mismo y su propio hogar. El idiotes sólo se comprendía en oposición a la pertenencia a la polis, el que no participa en las decisiones, que finalmente, también le van a afectar a él. El término tiene no solo una connotación social, sino también política. Es una persona que no atiende al estado ni a la comunidad, sino que solo atiende sus asuntos privados. Este repliegue a la vida privada se veía incluso como una pérdida de la plena humanidad en las fuertemente comunitarias ciudades-estado griegas y la posibilidad de desarrollarse plenamente.
En el ámbito militar, el término también era utilizado por los historiadores griegos para referirse a personas que, como simples soldados, no tenían autoridad de mando. En el Egipto ptolemaico, el término se utilizaba oficialmente y aparecía en las listas del ejército para designar al equivalente a los soldados rasos.

## Cambio de significado de la raíz de la palabra en tiempos más recientes
A principios del siglo XIX, el término evolucionó hacia el término médico-psiquiátrico idiotez para describir a las personas (mentalmente) "separadas" o "excéntricas", para distinguirlas de los pacientes con demencia, por ejemplo, y también utilizado en este sentido en la novela de Dostoievski El idiota. Dado que las raíces griegas de muchos términos técnicos ya no resultan familiares hoy en día y que la palabra idiota se utilizaba y entendía cada vez más como un insulto en el lenguaje coloquial, en el siglo XX surgieron términos sustitutivos como imbecilidad, ignorante o el de discapacidad mental.